# Bronwyn Mayer
Bronwyn Mayer (Sydney, 3 luglio 1974) è una pallanuotista australiana, vincitrice di una medaglia d'oro ai giochi olimpici di Sydney 2000.